# Uthal
Uthal é uma cidade do Paquistão, capital do distrito de Lasbela, província de Baluchistão.

## Demografia
- Homens: 7.418
- Mulheres: 6.508

(Censo 1998)